# Rivière Achazi
La rivière Achazi est un affluent de la rive sud de La Grande Rivière laquelle se déverse sur le littoral Est de la Baie James. La rivière Achazi est un cours d'eau de la municipalité de Eeyou Istchee Baie-James, dans la région administrative du Nord-du-Québec, au Québec, au Canada.

## Géographie
Les bassins versants voisins sont :
- côté nord : La Grande Rivière ;
- côté sud : Rivière Caillet ;
- côté ouest : Baie James.

Le lac Atichikami, situé dans le territoire de Chisasibi, constitue le principal plan d'eau supérieur de la rivière Achazi. Ce lac d'une longueur de 9,5 km et d'une largeur maximale de 2,3 km, est situé à 2 km au sud du lac Atichikamis et à 3,4 km au nord de la rivière Caillet. Ce lac est entourné de zones de marais, particulièrement du côté est. Le lac se déverse du côté est où il va rejoindre le cours de la rivière Achazi, qui s'alimente de zones de marais à 11,7 km plus à l'est. À partir de la décharge du lac Atichikami, la rivière coule sur 13 km vers le nord, puis vers l'ouest en formant plusieurs boucles, toujours en zones de marais, jusqu'à la rive est du lac Atichikamis que le courant traverse sur 2,7 km vers le nord-est. Puis la rivière coule sur 18,9 km vers le nord, puis vers l'est, jusqu'à la confluence d'un ruisseau venant du sud-ouest. Puis, la rivière franchit un dernier segment de 4,3 km, jusqu'à son embouchure.
L'embouchure de la rivière Achazi se déverse sur la rive sud de La Grande Rivière, à 44 km en amont de l'embouchure de cette dernière, à 19,4 km en amont du centre du village de Chisasibi et à 3,8 km en amont du barrage de LG1.

## Toponymie
Le toponyme rivière Achazi a été officialisé le 5 décembre 1968 à la Commission de toponymie du Québec.